# Aoujgal
Aoujgal är ett berg i Marocko.   Det ligger i regionen Béni Mellal-Khénifra, 210 km söder om huvudstaden Rabat. Toppen på Aoujgal är 1 894 meter över havet.